# Концтабір НКВС №22

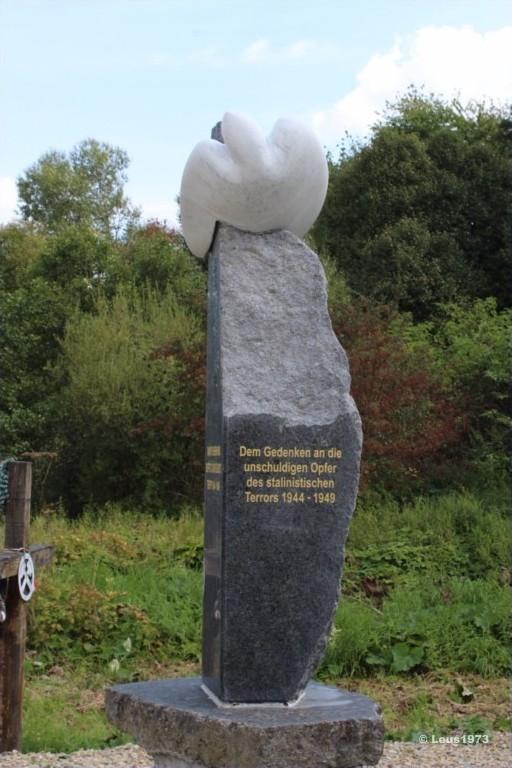
с. Созань, Старий Самбір, меморіал жертвам сталінських репресій 1944—1949 рр.

Концтабір НКВС № 22 розташовувався в місті Старий Самбір (Львівська область, Україна) в 1944—1945 роках.

## Історія
Концтабір розміщувався в приміщеннях колишніх казарм угорської армії, на території села Созань, поблизу м. Старий Самбір. Створений 18 листопада 1944 року на підставі постанови Військової ради 4-го Українського Фронту за № 0036 для утримання військовополонених та мирних жителів угорської та німецької національності, яких було депортовано в рамках акції «малі роботи».
В Старому Самборі полонених змушували працювати в каменоломні і на заготівлі лісу. Взимку від поганого харчування і холоду в'язні почали масово вмирати від різних хвороб, зокрема і тифу. Хоронили їх у загальній могилі в селі Созань — там де донедавна була військова частина.

### Число жертв
За підрахунками дослідників число закатованих на тому місці угорців та німців в період 1944—1949 рр. сягає трьох тисяч, хоча точну кількість похованих, ще не встановлено по сьогоднішній день.

### Меморіал
29 березня 2016 року захоронення в'язнів колишнього концтабору НКВС № 22 в місті Старий Самбір відвідав консул генерального консульства Угорщини у м. Ужгород Ласло Віда. В процесі перемовин з представниками місцевої влади і краєзнавцями обговорювалося встановлення пам'ятника жертвам сталінського терору в 1944—1949 роках. Видатки на проведення необхідних робіт угорська сторона взяла на себе.
3 вересня 2016 року на околиці Старого Самбора та Созані на території колишнього концтабору НКВС відбулося освячення меморіального обеліска, встановленого в пам'ять за жертвами сталінського режиму.